# Universal Edition
Universal Edition (UE) is een uitgeverij van klassieke muziek. Ze werd opgericht in 1901 in Wenen om de Oostenrijkse markt te voorzien van klassieke werken (een markt die tot dan gedomineerd werd door in Leipzig gevestigde uitgeverijen), en groeide uit tot een van de toonaangevende uitgeverijen van eigentijdse klassieke muziek.

## Geschiedenis
In 1904 nam UE de uitgeverij Aibl over, en verkreeg zo de rechten van veel werken van Richard Strauss en Max Reger. In 1907, met de komst van Emil Hertzka als directeur sloeg UE een nieuwe richting naar hedendaagse muziek in. Hertzka, die tot zijn dood in 1932 het bewind over de uitgeverij bleef voeren, zorgde ervoor dat zij contracten tekenden met belangrijke moderne componisten, zoals Béla Bartók en Frederick Delius (in 1908), Gustav Mahler en Arnold Schönberg (in 1909). Verder Anton Webern en Alexander Zemlinsky (in 1910), Karol Szymanowski (in 1912), en Leoš Janáček (in 1917). Door de overeenkomst met Schönberg kwamen zij in contact met Alban Berg van wie ook vele werken gepubliceerd werden.
Deze avant-garde richting werd na deTweede Wereldoorlog voortgezet, toen UE werken uitgaf van Luciano Berio, Pierre Boulez, Morton Feldman, Mauricio Kagel, György Kurtág, György Ligeti en Karlheinz Stockhausen. Latere toevoegingen aan de catalogus die van belang zijn zijn Georg Friedrich Haas, Wolfgang Rihm, Cristóbal Halffter, Robert Aitken, Richard Rodney Bennett, Harrison Birtwistle, Georges Lentz, John Rea, Jay Schwartz, Arvo Pärt en Friedrich Cerha.
UE heeft ook een aantal belangrijke historische uitgaven op haar naam staan, waaronder de complete werken van Claudio Monteverdi. In samenwerking met Schott Music publiceerden zij de Wiener Urtext Edition serie. Oorspronkelijk bestond deze collectie uit werken voor één of twee uitvoerenden van Johann Sebastian Bach tot Johannes Brahms, later werd de serie uitgebreid met recentere werken, zoals Ludus Tonalis van Paul Hindemith.

## Procesdreiging
Op 19 oktober 2007 besloot het International Music Score Library Project, dat partituren uit het publieke domein op internet zette, de website te sluiten, nadat zij een aanklacht van UE ontvingen, waarin de verwijdering geëist werd van vele werken waarvan zij voor Oostenrijk en een groot aantal andere landen het copyright claimden, dit ondanks het feit dat IMSLP gehost werd vanuit Canada (Oostenrijkse rechten gelden 20 jaar langer dan Canadese). Internetrecht professor Michael Geist schreef een column voor de BBC waarin hij aanvoerde dat er geen grond bestaat voor de claim van UE.